# Haarlemse Honkbalweek 2002
De Haarlemse Honkbalweek 2002 was een honkbaltoernooi gehouden in het Pim Mulier stadion in Haarlem van vrijdag 19 tot en met zondag 28 juli 2002.
De deelnemende landen waren Cuba, Japan, Nederland, Taiwan, de Verenigde Staten (titelverdediger) en Zuid-Afrika.

## Wedstrijdprogramma
| 19 juli | Taiwan           | Verenigde Staten | 0-2  |                   |
| 20 juli | Cuba             | Japan            | 5-0  |                   |
| 21 juli | Japan            | Nederland        | 2-3  |                   |
| 21 juli | Zuid-Afrika      | Verenigde Staten | 0-8  |                   |
| 22 juli | Nederland        | Taiwan           | 4-9  | 13 innings        |
| 22 juli | Zuid-Afrika      | Cuba             | 0-10 |                   |
| 23 juli | Cuba             | Taiwan           | 5-0  |                   |
| 23 juli | Verenigde Staten | Japan            | afg  | Naar 26 juli      |
| 24 juli | Japan            | Taiwan           | 2-11 |                   |
| 24 juli | Nederland        | Zuid-Afrika      | 8-3  |                   |
| 25 juli | Aruba            | Curaçao          | 7-15 | Vriendschappelijk |
| 25 juli | Verenigde Staten | Cuba             | 4-1  |                   |
| 26 juli | Verenigde Staten | Japan            | 1-2  |                   |
| 26 juli | Taiwan           | Zuid-Afrika      | 6-3  |                   |
| 26 juli | Cuba             | Nederland        | 5-7  |                   |
| 27 juli | Zuid-Afrika      | Japan            | 2-6  |                   |
| 27 juli | Nederland        | Verenigde Staten | 6-2  |                   |

## Stand in de poule
| 1. | Nederland        |
| 2. | Verenigde Staten |
| 3. | Cuba             |
| 4. | Taiwan           |
| 5. | Japan            |
| 6. | Zuid-Afrika      |

## Finale
| 28 juli | Nederland | Verenigde Staten | 4-5 |

| Kampioen: VERENIGDE STATEN (3de titel) |

## Persoonlijke prijzen
- Beste slagman: Rolnier Varona (Cuba)
- Beste pitcher: Yukiharu Hamamoto (Japan)
- Homerun King: Pedro José Rodriguez (Cuba)
- Meest waardevolle speler: Brian Engelhardt (Nederland)
- Meest populaire speler: Alexander Smit (Nederland)
- Beste verdedigende speler: Landon Powell (Verenigde Staten)

1e in 1961 · 2e in 1963 · 3e in 1966 · 4e in 1968 · 5e in 1969 · 6e in 1971 · 7e in 1972 · 8e in 1974 · 9e in 1976 · 10e in 1978 · 11e in 1980 · 12e in 1982 · 13e in 1984 · 14e in 1988 · 15e in 1990 · 16e in 1992 · 17e in 1994 · 18e in 1996 · 19e in 1998 · 20e in 2000 · 21e in 2002 · 22e in 2004 · 23e in 2006 · 24e in 2008 · 25e in 2010 · 26e in 2012 · 27e in 2014 · 28e in 2016 · 29e in 2018